# Tebaldo Checchi
Tebaldo Checchi, oppure Teobaldo Marchetti o Tebaldo II Checchi (XIX secolo – Lisbona, 1918), è stato un attore teatrale, diplomatico e scrittore italiano, oltre che giornalista.

## Biografia
Tebaldo Checchi appartenne ad una famiglia di attori italiani che si chiamava in origine Marchetti, ma che assunse come pseudonimo il cognome di Checchi, il cui capostipite risultò essere Candido Checchi, nato nel 1860, che comparve prima in parti di 'amoroso', poi di 'padre nobile', in varie compagnie primarie della prima metà del XX secolo.
Vi fu un caso di omonimia tra i Tebaldo Checchi, dato che uno fu uno dei due figli di Candido, l'altro figlio fu Luigi, anche egli attore.
Ma vi fu un altro Tebaldo Checchi, nipote di Candido e figlio di Luigi, che alcune fonti chiamano Tebaldo II Checchi.
Tebaldo Checchi si mise in evidenza dapprima come 'primo amoroso' in numerose compagnie, successivamente come 'capocomico' per il resto della carriera, durante la quale recitò con Andrea Maggi, Cesare Rossi e Pia Marchi-Maggi.
La celebrità di Tebaldo Checchi è dovuta alla collaborazione artistica con Eleonora Duse, che sposò nel 1882 e dalla quale ebbe una figlia, Enrichetta.
Ma il matrimonio durò solo tre anni dopo di che, durante una tournée in America meridionale, i due attori si lasciarono.
Secondo Francesco Possenti, Tebaldo Checchi fu «il prototipo dei gentiluomini, rispettoso e premuroso verso la moglie, la capricciosa Eleonora» (Francesco Possenti, I teatri del primo novecento, Orsa Maggiore, 1987).
Tebaldo Checchi fu un uomo di buone qualità: brillante, colto, di aspetto e modi signorili, decise di tentare la carriera diplomatica abbandonando così  il teatro.
Tebaldo Checchi morì nel 1918 a Lisbona, dove lavorava come vice-console della Repubblica Argentina.